# Кибардин, Борис Михайлович
Борис Михайлович Кибардин (23 октября 1912, Томск — 23 ноября 1984, Киев) — советский военный деятель и педагог, генерал-майор, начальник Киевского суворовского военного училища (1958-1970).

## Биография
Родился 23 октября 1912 года в городе Томск. В 1934 году был призван в ряды РККА. Службу начал красноармейцем в 12 стрелковом территориальном батальоне. В мае 1935 окончил школу прапорщиков и продолжил службу командиром отделения и помкомвзвода этого же батальона. В 1936 году остался на сверхсрочную службу и служил старшиной в Свердловском пехотном училище. В 1939 году окончил Свердловское военное училище и продолжил службу на должностях командира курсантского взвода и начальника учебной части батальона курсантов. С июля по сентябрь 1941 года служил командиром батальона в 23 запасном полку 22 запасной бригады Уральского военного округа. В сентябре 1941 года был направлен на учебу в академию им. М. В. Фрунзе, которую окончил по ускоренной программе в мае 1942 года. С мая 1942 по июль 1944 гг. — служил в штабе 5-й резервной Армии на должности старшего помощника начальника оперативного отделения. С июля по октябрь 1944 — командовал батальоном 106 сд, 3 гв. Армии, а с октября 1944 по июнь 1945 гг. — был командиром 979 сп 253 сд 23 ск 3 гвардейской армии. В Великой Отечественной войне участвовал с июня 1942 и до ее окончания. Участвовал в боях от Сталинграда до Берлина и Праги. Легко ранен и контужен при форсировании реки Вислы, второй раз тяжело контужен в ходе Берлинской операции.
После войны в 1948 г — окончил полный курс академии Н. В. Фрунзе, получил назначение на должность командира батальона курсантов Молотовского пехотного училища. В 1950 г был переведен на должность заместителя начальника Тамбовского суворовского военного училища по строевой части. В 1954 г окончил академию Генерального штаба им. К. Е. Ворошилова.
С сентября 1958 по 1970 гг. — возглавлял Киевское суворовское военное училище.
Умер 23 ноября 1984 года, похоронен в Киеве.

## Награды и отличия
- Орден Красного Знамени (трижды),
- Орден Красной Звезды (дважды)
- Орден Александра Невского
- Орден Суворова III ст.[1] (19.09.1945)
- Медаль «За боевые заслуги»,
- Медаль «За освобождение Праги»,
- Медаль «За взятие Берлина»,
- Медаль «За победу над Германией».